# Diocesi di Jabruda
La diocesi di Jabruda (in latino Dioecesis Iabrudensis) è una sede soppressa e sede titolare della Chiesa cattolica.

## Storia
Jabruda, corrispondente alla città di Yabrud nell'odierna Siria, è un'antica sede vescovile della provincia romana di Fenicia Seconda nella diocesi civile d'Oriente. Faceva parte del patriarcato di Antiochia ed era suffraganea dell'arcidiocesi di Damasco, come attestato da una Notitia episcopatuum del VI secolo.
Sono tre i vescovi attribuiti a questa diocesi: Eusebio, che fu rappresentato dal proprio metropolita Teodoro al concilio di Calcedonia del 451 e che sottoscrisse nel 458 la lettera dei vescovi della Fenicia Seconda all'imperatore Leone dopo la morte di Proterio di Alessandria; Tommaso, che venne deposto nel 518 perché sostenitore del partito monofisita appoggiato dal patriarca Severo di Antiochia; e Elia, menzionato da Giovanni Damasceno.
Dal XX secolo Jabruda è annoverata tra le sedi vescovili titolari della Chiesa cattolica; la sede è vacante dal 17 maggio 1956.

## Cronotassi

### Vescovi greci
- Eusebio † (prima del 451 - dopo il 458)
  - Tommaso † (? - 518 deposto) (vescovo monofisita)
- Elia † (prima metà dell'VIII secolo)

### Vescovi titolari
- Henri Friteau, C.S.Sp. † (22 marzo 1922 - 17 maggio 1956 deceduto)